# Joseph Sebastian Cammerer
Joseph Sebastian Cammerer (geboren 5. November 1892 in München; gestorben 30. August 1983 in Tutzing am Starnberger See) war ein deutscher Ingenieur.
Cammerer zählt neben Klaus Hencky, dem ersten wissenschaftlichen Leiter des Forschungsinstituts für Wärmeschutz und seinem Nachfolger Ernst Schmidt zu den Forschern, die nach dem Ersten Weltkrieg die moderne Technik des Wärme- und Kälteschutzes auf wissenschaftlicher Basis aufgebaut haben.
Während der NS-Zeit setzte sich Cammerer für verfolgte Juden ein.

## Leben
Aufgewachsen ist er als Sohn des Kgl. Amtsrichters Johann Baptist Cammerer und seiner Frau Wilhelmine, geb. Plasi.
Er studierte an der Technischen Hochschule München Maschinenbau. 1920 arbeitete er als Assistent im Forschungsinstitut für Wärmeschutz e.V. (damals „Forschungsheim für Wärmeschutz“) in München. 1922 war er wissenschaftlicher Leiter bei den deutschen Prioformwerken in Köln. Er promovierte 1924 bei Geheimrat Carl Wilhelm Hermann Oskar Knoblauch, dem Leiter des Laboratoriums für technische Physik der Technischen Hochschule München, zum Dr.-Ing. und wurde wissenschaftlicher Direktor bei Rheinhold & Co., Berlin. Von 1928 bis zu seinem freiwilligen Verzicht 1935 war er Privatdozent für Wärme-, Kälte- und Schallschutz an der TH in Berlin. 1938 gründete er ein privates Forschungslabor in Tutzing und nahm nach dem Krieg vor allem Forschungsaufträge der Bundesministerien für Wohnungsbau und für Wirtschaft und der Deutschen Forschungsgemeinschaft in Bad Godesberg an. Außerdem beriet er die Industrie. Cammerer war Mitglied des Vereins Deutscher Ingenieure (VDI). Er hatte die Obmannschaft des VDI-Ausschusses für Wärme- und Kälteschutzanlagen inne.
Seine wissenschaftlichen Arbeiten fanden ihren Niederschlag in vielen Veröffentlichungen und vor allem in seinen Büchern.
Während der NS-Zeit setzte sich Cammerer für verfolgte Juden ein und wurde dafür 1969 vom Staat Israel ausgezeichnet. Zudem erhielt er dafür im März 1971 das Verdienstkreuz am Bande des Verdienstordens der Bundesrepublik Deutschland überreicht.
Nach dem Krieg studierte Cammerer in München Theologie und wurde 1962 zum Priester geweiht. Sein Ordinarius, Bischof Aurelian Bilgeri, beurlaubte ihn zu weiteren bauphysikalischen Beratungen.

## Schriften (Auswahl)
- Der Wärme- und Kälteschutz in der Industrie. Springer, Berlin / Heidelberg 1928, doi:10.1007/978-3-662-37016-2.
- Reinhold & Mahla GmbH. – Tabellarium aller wichtigen Größen für den Wärme-Kälte-Schallschutz. Rheinhold & Co. GmbH, Mannheim 1935.
- Die konstruktiven Grundlagen des Wärme- und Kälteschutzes im Wohn- und Industriebau. Springer, Berlin 1936, doi:10.1007/978-3-642-91459-1.
- Die gläserne Wand. Pfeiffer, Munich 1969, OCLC 226114194 (Essays über den Zwiespalt von Naturwissenschaften und Theologie).
- Zweiter Teil – Die Werkstoffe für Kältemaschinen und -anlagen. Bau- und Wärmeisolierstoffe. In: Handbuch der Kältetechnik. Band 1: Entwicklung Wirtschaftliche Bedeutung Werkstoffe.. Springer-Verlag, 2013, ISBN 978-3-662-11680-7, S. 316 ff. (books.google.de – Leseprobe).